# Islam in Svizzera

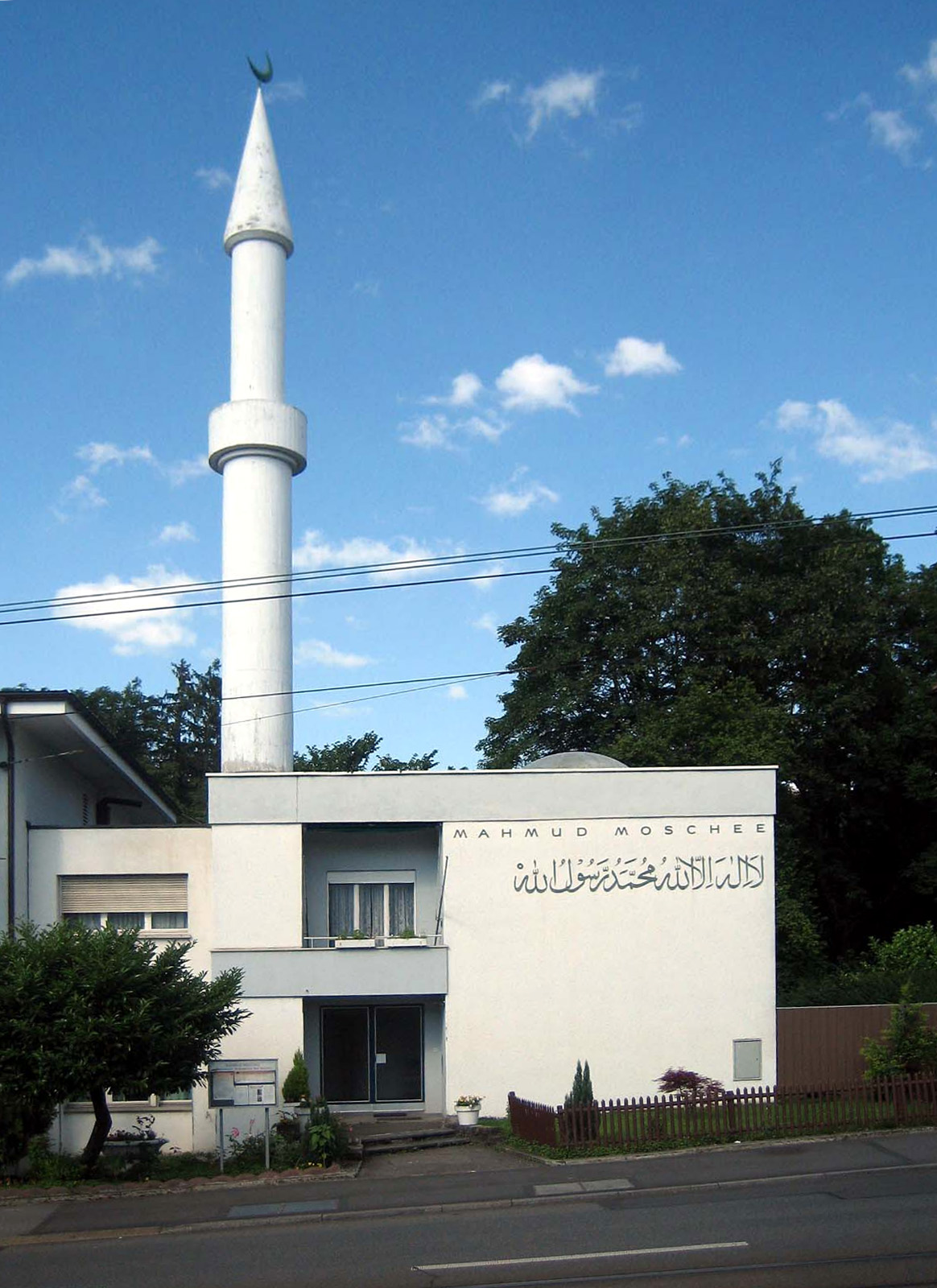
La Moschea di Mahmud a Zurigo

L'islam in Svizzera è la seconda religione più diffusa dopo il cristianesimo. La comunità musulmana si è costituita soprattutto dopo gli anni 1960 attraverso l'immigrazione dai Balcani e dalla Turchia. I musulmani costituiscono oltre il 5% della popolazione del Paese.

## Storia
I primi contatti tra i territori dell'odierna Svizzera e il mondo islamico risalgono al Medioevo, quando i Saraceni dalla loro base a Frassineto fecero varie incursioni, giungendo fino al Vallese, al Colle del Gran San Bernardo e a San Gallo. Limitato fino alla prima metà del XX secolo ad alcuni circoli mistici legati principalmente al perennialismo, in seguito alla seconda guerra mondiale l'islam in Svizzera conobbe la prima importante espansione, con l'arrivo di alcuni missionari della comunità Ahmadiyya, i quali nel 1963 costruirono a Zurigo la Moschea di Mahmud. Costante fu poi la presenza di studenti e diplomatici dai Paesi islamici e di un cospicuo numero di turisti sauditi a Ginevra. Nel 1978 venne inaugurata la Moschea di Ginevra, commissionata da Khalid dell'Arabia Saudita.
A partire dagli anni 1960 la comunità musulmana incrementò notevolmente conseguentemente all'arrivo di lavoratori dalla Turchia e dalla Jugoslavia. A partire dagli anni 1970, attraverso le domande di ricongiungimento familiare, questi lavoratori vennero raggiunti dalle proprie famiglie, garantendo una presenza stabile di queste comunità. Nello stesso periodo giunsero numerosi rifugiati politici dal Maghreb e dal Medio Oriente. Negli anni 1990, con lo scoppio delle guerre jugoslave, giunsero poi decine di migliaia di rifugiati, principalmente albanesi dal Kosovo e dalla Macedonia del Nord e bosgnacchi dalla Bosnia ed Erzegovina, che raddoppiarono il numero dei musulmani in Svizzera. Il numero di musulmani nel Paese passò da 16300 nel 1970 a 56000 nel 1980 a 152000 nel 1990 a 310000 nel 2000.

## Caratteristiche

### Caratteristiche socioculturali
La comunità musulmana in Svizzera si caratterizza per una profonda eterogeneità sul piano etnico e culturale. La grande maggioranza dei musulmani in Svizzera è originaria dai Balcani e dalla Turchia: all'inizio degli anni 2000 il 58% era originario di uno dei Paesi dell'ex-Jugoslavia, il 21% della Turchia, il 4% del Maghreb, il 4% dell'Africa subsahariana, il 2% del Medio oriente e l'11% era costituito da cittadini svizzeri. Nel 2015 la proporzione di cittadini svizzeri aveva raggiunto il 40%. Nella Svizzera tedesca l'islam ha un carattere principalmente balcanico e turco, mentre nella Svizzera romanda l'impatto della componente maghrebina è più visibile. Buona parte della comunità musulmana in Svizzera è secolarizzata e la pratica religiosa è radicata solo tra una minoranza.
I musulmani in Svizzera rappresentano una popolazione molto giovane; nel 2000 quasi la metà di loro aveva meno di 25 anni. La comunità è distribuita principalmente attorno ai poli economici, industriali e politici del Paese, come il canton Zurigo, il canton Argovia e il canton Berna.

### Organizzazione
Circa il 75% dei musulmani in Svizzera è sunnita, tra il 10% e il 15% è alevita e il 7% è sciita. L'organizzazione della comunità islamica in Svizzera riflette le proprie diversità interne dal punto di vista culturale e confessionale; si contano nel Paese oltre trecento associazioni islamiche, ognuna delle quali si distingue dal punto di vista dell'identità culturale (vi sono associazioni albanesi, turche, bosgnacche e maghrebine) e per la scuola giuridica di riferimento. Sono inoltre presenti quattordici congregazioni affiliate a confraternite islamiche sufi, quindici congregazioni alevite, gruppi sciiti duodecimani e ismailiti, quattordici centri Ahmadiyya e una moschea a Losanna legata all'Al-Ahbash. Il sufismo in Svizzera ha tendenzialmente un carattere maghrebino ed è concentrato soprattutto nella Svizzera romanda.
Gran parte delle associazioni islamiche sono organizzate in federazioni a livello cantonale. I principali organi sono rappresentati dalla Federazione delle organizzazioni islamiche svizzere (FOIS), da Musulmani e musulmane della Svizzera (MMS) e dalla Lega dei musulmani in Svizzera (LMS), ma a differenza di quanto avviene in altri Paesi europei, tra i quali la Francia, il Regno Unito, la Spagna e l'Austria, non vi è un riconoscimento ufficiale della comunità islamica. Sono presenti all'incirca 260 luoghi di culto islamici nel Paese. Nelle celebrazioni religiose le principali lingue utilizzate sono l'arabo, il turco, l'albanese e il bosniaco, mentre solo in una piccola minoranza delle moschee si utilizza una delle lingue nazionali. Nel Paese sono attivi oltre 150 imam, circa 70 dei quali a tempo pieno. Gli imam turchi sono generalmente stipendiati dal Diyanet.
La componente albanese, soprattutto quella originaria del Kosovo, è tendenzialmente poco religiosa. Tuttavia, negli ultimi anni la comunità albanese ha costituito oltre cinquanta luoghi di culto islamici propri, data la necessità di imam di lingua albanese; questi luoghi di culto, spesso situati in zone periferiche o industriali, costituiscono spazi dove organizzare la vita comunitaria, celebrare le feste religiose e coordinare corsi di insegnamento della religione, la zakat e l'hajj. La comunità bosgnacca cominciò a riscoprire la propria identità islamica a partire dagli anni 1980, organizzandosi a livello federale nella Comunità islamica bosniaca in Svizzera, legata al Rijaset di Sarajevo e che gestisce diciannove moschee, diciassette delle quali nella Svizzera tedesca e due nella Svizzera romanda.

## Presenza nella società svizzera

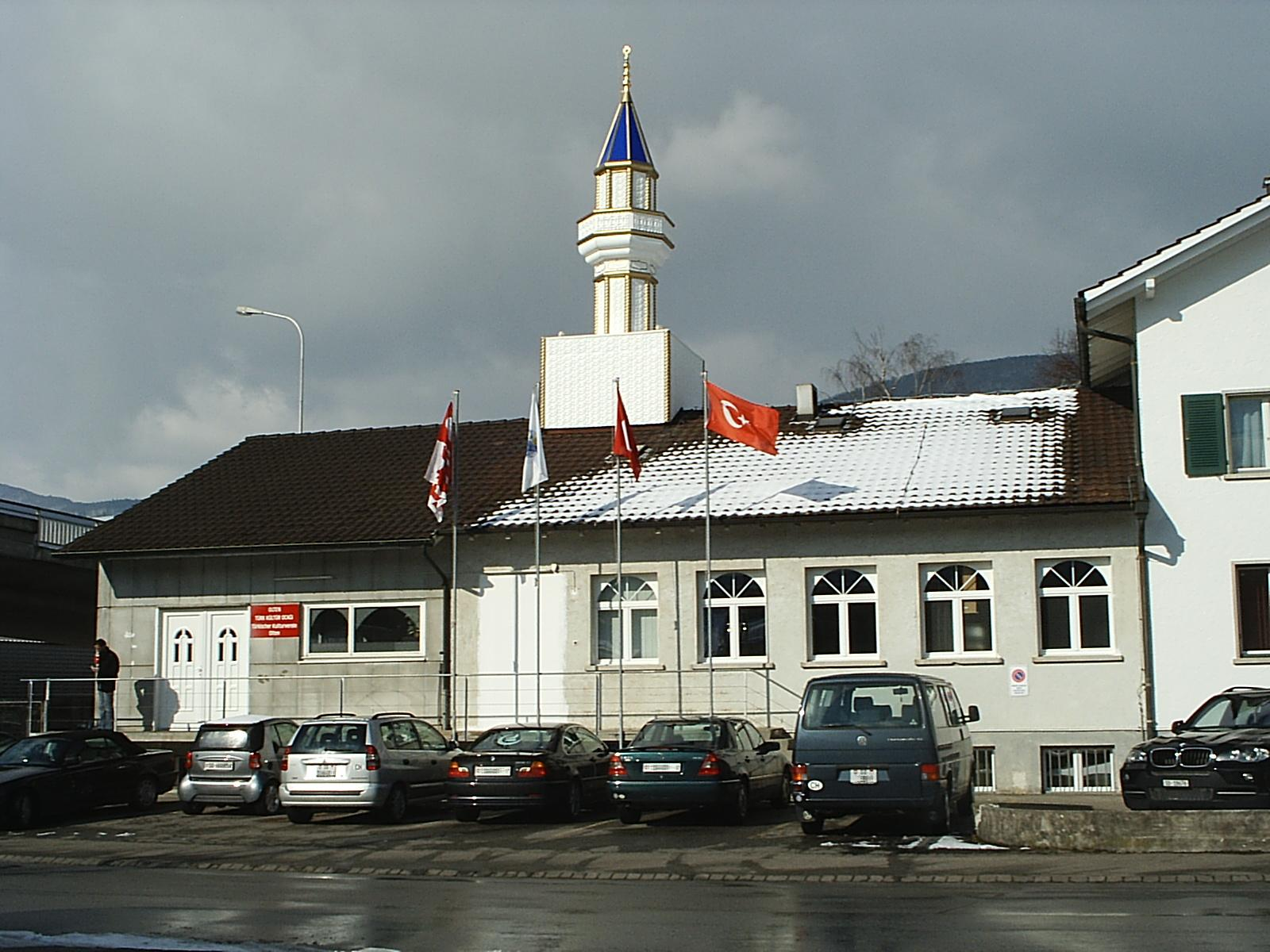
La moschea di Wangen bei Olten

La macellazione halal non è consentita in Svizzera, anche se la carne halal viene importata dai Paesi vicini. Dal punto di vista del vestiario l'hijab è consentito nelle scuole agli studenti, ma non agli insegnanti. In particolare, il canton Ginevra, il quale adotta rigidi principi di laicità, ostacola l'ostentazione di simboli religiosi da parte dei dipendenti pubblici, tra i quali l'hijab. Come nella vicina Francia si è sviluppato un dibattito relativo al velo integrale. Il divieto di indossare il velo integrale, già in vigore nel canton Ticino e nel canton San Gallo, venne approvato attraverso referendum nel 2021 dal 51,2% dei votanti e dalla maggioranza dei cantoni.

### Controversia sui minareti
A partire dagli anni 2000 è emersa in Svizzera una controversia relativa alla costruzione dei minareti nelle moschee. La questione nacque nel 2005 in seguito all'annuncio della costruzione di un minareto da parte di un'associazione culturale turca a Wangen bei Olten; l'iniziativa attirò l'opposizione di molti dei residenti locali. Progetti simili vennero poi annunciati anche a Winterthur, Wil e Langenthal. Nel 2007 esponenti dell'Unione Democratica di Centro e dell'Unione Democratica Federale costituirono il comitato di Egerkingen e lanciarono un'iniziativa popolare federale per un bando costituzionale alla costruzione dei minareti. La proposta venne approvata attraverso un referendum nel 2009 dal 57,5% dei votanti.